# Leucopogon nitidus
Leucopogon nitidus är en ljungväxtart som beskrevs av Hislop. Leucopogon nitidus ingår i släktet Leucopogon och familjen ljungväxter. Inga underarter finns listade i Catalogue of Life.